# Филмски студио
Филмски студио, познато и само као студио, је велика компанија за забаву или компанија за снимање филмова која има сопствени студијски објекат у приватном власништву или објекте који се користе за прављење филмова, а којим управља продуцентска компанија. Већина фирми у индустрији забаве никада нису биле у власништву властитих студија, већ су изнајмљивали простор од других компанија.